# 2025 en Pologne
Chronologie de la Pologne
- 2021
- 2022
- 2023
- 2024
- 2025
- 2026
- 2027
- 2028
- 2029

Cet article traite des événements qui se sont produits durant l'année 2025 en Pologne.

## Événements
- 18 mai : élection présidentielle (1er tour).
- 1er juin : élection présidentielle (2e tour), Karol Nawrocki est élu.
- 31 août : retrait de l'hélicoptère Mil Mi-14 de la Marine polonaise[1].

## Décès
- 11 janvier : Barbara Rylska, actrice polonaise connue pour ses rôles dans le cinéma des années 1960.
- 6 mars : Krzysztof Kononowicz, personnalité politique et figure d’internet en Pologne.
- 23 mars : Bogdan Daras, lutteur polonais[2]).
- 16 mai : Jadwiga Rappé, chanteuse d’opéra (alto) renommée.

#### L'année 2025 dans le reste du monde
- L'année 2025 dans le monde
- 2025 par pays en Amérique • 2025 au Brésil, 2025 au Canada, 2025 au Québec, 2025 aux États-Unis, 2025 au Mexique
- 2025 en Europe, 2025 dans l'Union européenne • 2025 en Belgique, 2025 en France, 2025 en Italie, 2025 en Suisse
- 2025 en Afrique • 2025 par pays en Asie • 2025 par pays en Océanie, 2025 en Océanie • 2025 en Antarctique
- 2025 aux Nations unies
- Décès en 2025